# Milhac-d'Auberoche
Milhac-d'Auberoche är en kommun i departementet Dordogne i regionen Nouvelle-Aquitaine i sydvästra Frankrike. Kommunen ligger i kantonen Saint-Pierre-de-Chignac som tillhör arrondissementet Périgueux. År 2018 hade Milhac-d'Auberoche 564 invånare.

## Befolkningsutveckling
Antalet invånare i kommunen Milhac-d'Auberoche
Referens:INSEE